# ماگیتل
ماگیتل (به لاتین: Magitl) یک منطقهٔ مسکونی در روسیه است که در داغستان واقع شده‌است.